# 奇德爾 (英國國會選區)

選區在大曼徹斯特郡的位置

奇德爾（英語：Cheadle），英國國會一自治市選區，位於大曼徹斯特郡東南部，包括斯托克波特都市自治市南部七個地方選區。
設於1950年。本區歷史上是保守黨和自由黨—自民黨競爭的選區。本區自2005年至今的當區議員為自民黨的馬克·亨特。他在2010年大選中以47.1%選票連任成功。